# Andréi Makárov
Andréi Makárov (en kazajo: Андрей Макаров; 11 de abril de 1972) es un deportista kazajo que compitió en halterofilia. Ganó una medalla de bronce en el Campeonato Mundial de Halterofilia de 1995, en la categoría de 91 kg.

## Palmarés internacional
| Campeonato Mundial | Campeonato Mundial | Campeonato Mundial | Campeonato Mundial |
| Año                | Lugar              | Medalla            | Categoría          |
| ------------------ | ------------------ | ------------------ | ------------------ |
| 1995               | Cantón (China)     | Medalla de bronce  | 91 kg              |